# Afrički kostorog
Afrički kostorog (lat. Stephanolepis diaspros) ili kožasti kostorog je nova vrsta ribe koja je zamijećena u Jadranskom moru, prvi nalaz ove ribe je bio 23. kolovoza 2002. godine u južnom Jadranu. Boja mu nije strogo određena, može biti sivo-smeđ, sivo-ljubičast ili sivo-zelenkast sa smeđim mrljama i linijama, a repna peraja ima dvije tamne pruge. Tijelo je visoko i spljošteno, repna peraja je zaobljena, a nema trbušnih peraja. Poviše glave mu strši početak leđne peraje, vrlo izražen u odnosu na tijelo. Okus mu nije cijenjen, neki navodi govore da je čak i otrovan. Zbog atraktivnog izgleda najčešće ga se preparira ili drži u akvariju. Hrani se beskralježnjacima koje pronađe na stijanama i hridima. Najveći zabilježen primjerak je imao 25 cm. Živi uz obalu ili u blizini hridi gdje može pronaći hranu, na dubinama od 20-50 m. Dobio je narodni naziv mihača.

## Rasprostranjenost
Afrički kostorog je riba Indijskog oceana, Perzijskog zaljeva i Crvenog mora, gdje mu je osnovno stanište. Prolaskom kroz Sueski kanal, nastanio se i u Mediteranu.

## Poveznice
|  | Zajednički poslužitelj ima još gradiva o temi Afrički kostorog |
|  | Wikivrste imaju podatke o taksonu Afrički kostorog             |